# كينيان ويكس
كينيان ويكس (بالإنجليزية: Kenyan Weaks)‏ مواليد 13 أغسطس 1977 في كونكورد، هو لاعب كرة سلة أمريكي سابق. بدأ مسيرته الاحترافية في سنة 2000. اعتزل اللعب في 2007.

## المسيرة الاحترافية
لعب مع هارلم غلوبتروترز في موسم 2000–2001، ثم لعب مع فنربخشة لكرة السلة في الدوري التركي في موسم 2001–2002، ثم لعب مع زلاتوروج لاشكو في موسم 2002–2003، ثم لعب مع نادي أكاديميك لكرة السلة في موسم 2005–2006.

## روابط خارجية
- كينيان ويكس على موقع الدوري الأوروبي لكرة السلة (الإنجليزية)
- كينيان ويكس على موقع كرة السلة الأوروبية.كوم (الإنجليزية)
- كينيان ويكس على موقع كلية كرة السلة في سبورتس رفرنس.كوم (الإنجليزية)
- كينيان ويكس على موقع ريلجم (الإنجليزية)
- كينيان ويكس على موقع بروبوليرز (الإنجليزية)
- كينيان ويكس على موقع سبورتس رفرنس (الإنجليزية)